# جبهه انقلابیون سوریه
جبهه انقلابیون سوریه در دسامبر سال ۲۰۱۳ از مجموع اتحاد ۱۴ تیپ ارتش آزاد سوریه در پاسخ به ادغام جبهه اسلامی سوریه تشکیل شد. نام این گروه همچنین به معنی جبهه انقلابیون سوریه است.